# Liangying
Liangying (kinesiska: 两英) är en köping i sydöstra Kina. Den ligger i stadsdistriktet Chaonan i staden Shantou i provinsen Guangdong, omkring 320 kilometer öster om provinshuvudstaden Guangzhou. Antalet invånare är 196 117. Befolkningen består av 96 546 kvinnor och 99 571 män. Barn under 15 år utgör 27,0 %, vuxna 15-64 år 66 %, och äldre över 65 år 5,0 %.